# Лататуев, Владимир Николаевич
Владимир Николаевич Лататуев (19 января 1954, Ярославль — 16 апреля 2000, Аргун) — подполковник ФСБ, кавалер ордена Мужества.

## Биография
Родился 19 января 1954 года в Ярославле. Родители работали на мясокомбинате, отец умер рано; в семье также был младший брат. В 1961 году Владимир поступил в первый класс школы № 35, в 1969 году перешёл в школу № 14, которую и окончил в 1971 году. Окончил физический факультет Ярославского государственного университета, работал на кафедре радиофизики (в частности, смонтировал первую в Ярославле цветомузыкальную систему). В 1976—1983 годах работал на Ярославском радиозаводе.
В 1973 году Лататуев получил звание мастера спорта СССР по классической борьбе; с командой Ярославской области выступал на республиканских и всесоюзных соревнованиях. Срочную службу проходил в воздушно-десантных войсках в Венгрии. 23 июня 1983 года Лататуев поступил на службу в КГБ СССР, начав работу в Узбекской ССР в отделе контрразведки. В Ярославль он вернулся только в конце 1980-х годов, а в начале 1990-х стал командиром антитеррористической оперативно-боевой группы (ОБГ), которая позже вошла в состав Управления ФСБ по Ярославской области. Участвовал в разработке ряда операций, был отмечен медалями и знаками отличия. В частности, группа Лататуева участвовала в задержании телефонных террористов и вымогателей. В 1988 и 1999 годах он также стал чемпионом общества «Динамо» Ярославской области по гиревому спорту в своей весовой категории; по воспоминаниям сослуживцев, отличался отменной физической и тактической подготовкой.
Супруга — Людмила Николаевна (уроженка Ростова Великого), познакомился с ней в спортлагере на Улейме. Людмила по распределению уехала в Архангельскую область, работала в закрытой воинской части (в управлении лагерей), после свадьбы устроилась в строительную организацию. В браке родились две дочери: старшую дочь Владимир впервые увидел, когда ей было три с половиной месяца. Любил проводить с детьми время на природе, выезжая в отпуск в Костромскую или Архангельскую область.

## Гибель
В январе 2000 года подполковник Лататуев был направлен для прохождения службы в Чеченскую Республику, хотя имел полное право уйти на пенсию к тому моменту. В составе группы сотрудников ФСБ участвовал в уничтожении мини-нефтезаводов, которые создавали чеченские боевики, а прибыль с них тратили на приобретение оружия; также оперативники нередко вступали в вооружённое противостояние с чеченцами. В ходе одной из операций группа Лататуева также обнаружила видеоархив Масхадова с 200 видеокассетами, отправив их в Гудермес.
16 апреля 2000 года Владимир Николаевич Лататуев командовал спецоперацией в городе Аргун, в ходе которой планировалось обыскать три квартиры, использовавшиеся чеченскими боевиками в качестве профилакториев. В операции участвовали сотрудники из местного ОМОНа и челябинской милиции. Лататуев обыскивал квартиру номер 13 на 4-м этаже одного из жилых домов, рассчитывая вывести всех гражданских из дома и уже затем ликвидировать боевиков. Операция началась в 15:30, а в 15:45 Лататуев со своей группой ворвался в нужный подъезд, однако попал под автоматный огонь боевиков и получил семь пулевых ранений. Несмотря на срочную эвакуацию командира, его не успели довезти до больницы, и он скончался от полученных ранений.
Пятеро боевиков, скрывавшихся в доме, ушли, однако спустя месяц выяснилось, что сослуживцы Лататуева нашли и ликвидировали их. Позже группу, участвовавшую в бою в Аргуне, нередко критиковали за то, что она позволила офицерам ФСБ идти на штурм, а не отрядила туда ОМОН. По словам сослуживца Лататуева, участием ОМОНа можно было бы ограничиться только в случае наличия полной информации о противнике и при игнорировании наличия мирных жителей в доме, но для Лататуева как контрразведчика из ФСБ подобные действия могли быть неприемлемыми.

## Память
- Постановлением мэра Ярославля Виктора Волончунаса от 3 ноября 2000 года школе № 14 города Ярославля было присвоено имя В. Н. Лататуева, а на здании была установлена мемориальная доска. Вахта памяти проходит ежегодно 20 декабря и 16 апреля[1].
- С 2000 года в Ярославле руководством УФСБ проводятся соревнования по служебному двоеборью среди команд правоохранительных органов Ярославля и области в память Лататуева: в соревнованиях участвуют учащиеся 14-й школы имени Лататуева[4][2].
- Ежегодно в Ярославле проходит также всероссийский мастерский турнир по классической борьбе, которому присвоено имя Лататуева. В 2020 году имя Лататуева было присвоено также ярославской школе олимпийского резерва по спортивной борьбе[5], а 10 сентября 2021 года была открыта стела памяти Лататуева рядом с ней[6].
- В музее Управления ФСБ по Ярославской области открыта экспозиция, посвященная памяти Лататуева: в неё включён и бронежилет подполковника, пробитый в семи местах[4].